# Palayesh Naft Abadan BC
Il Palayesh Naft Abadan Basketball Club (in persiano پالایش نفت آبادان‎), è una società professionistica di basket con sede nella città di Abadan, in Iran, che compete nella massima competizione nazionale, la Iranian Basketball Super League.
I colori sociali della squadra sono il Giallo ed il Verde. Le partite casalinghe vengono giocate presso il 17 Shahrivar Complex di Abadan, una struttura che può ospitare circa 1.500 spettatori a sedere.

## Storia
Il Palayesh Naft Abadan Basketball Club è stato fondato  nel 2014 nella città di Abadan, con il patrocinio del Ministero del petrolio dell'Iran, che sponsorizza e finanzia le attività della squadra. Il club prese parte, nella sua prima stagione agonistica, alla Division 1 iraniana, ossia la seconda divisione del campionato, che però riuscì a vincere, ottenendo così l'immediata promozione nella Iranian Basketball Super League.
Nella stagione 2015-2016, la squadra ottiene l'accesso ai play-off, dopo aver terminato al terzo posto in classifica la stagione regolare. Dopo aver superato sia i quarti di finale che la semifinale, il Naft Abadan per la prima volta, nella sua breve storia, si qualificò per finali per il titolo, dove però uscì sconfitto in tutte le quattro partite giocate dal P. Bandar Imam. Anche nella stagione successiva, la 2016-2017, la squadra riuscì a mantenersi competitiva e giunse nuovamente alle finali per il titolo, ma come nell'edizione precedente si dovette arrendere al P. Bandar Imam che si impose in tutte e tre le sfide della serie.
La stagione 2018-2019 della Iranian Basketball Super League vide il Naft Abadan, guidato in panchina da Hemad Sameri, concludere la stagione regolare al quarto posto in classifica con un record di 11 vittorie e 5 sconfitte, posizione che valse l'accesso alla fase successiva. Nei play-off, dopo un facile accoppiamento nei quarti di finale la squadra dovette affrontare, questa volta in semifinale, il P. Bandar Imam che però riuscì finalmente a battere, nella serie giocata al meglio delle cinque partite, per 3-1, facendo così ritorno nelle finali per il titolo dopo una sola stagione di assenza. Nella serie per assegnare il campionato, il Naft Abadan si affrontò con lo P. Bandar Imam, entrambe le squadre andavano alla caccia del loro primo titolo, ma alla fine il Naft Abadan si riuscì ad imporre e, dopo aver vinto gara quattro per 58-55, si è aggiudicato per la prima volta il titolo della Iranian Basketball Super League.
In virtù del titolo nazionale conquistato la squadra preso parte al torneo di qualificazione per la FIBA Asia Champions Cup, riuscendo ad ottenere uno dei due posti disponibili per il torneo principale. Nella fase finale dell'edizione 2019 tenutasi nella città di Nonthaburi, in Thailandia, il Naft Abadan dopo aver sconfitto nel girone il Al-Muharraq del Bahrein, il Fubon Braves di Taiwan e  l'Hi-Tech Bangkok della Thailandia, ha ottenuto la qualificazione per le final four dove però è stato sconfitto dalla squadra giapponese dell'Alvark Tokyo per 80-73, vincendo poi la finalina per il terzo posto nuovamente contro il Al-Muharraq per 81-69.

## Palmarès

### Titoli Nazionali
Iranian Basketball Super League
- Campione (1): 2018-2019
- Secondo posto (2): 2015-2016, 2016-2017

## Organico

### Roster 2023-2024
Il roster per la stagione 2023-2024 
|    | Naz.            | Ruolo | Sportivo             | Anno | Alt. | Peso |  |
| -- | --------------- | ----- | -------------------- | ---- | ---- | ---- |  |
| 1  | Iran (bandiera) | G     | Ehsan Dalirzahan     | 2000 | 186  | 89   |  |
| 2  | Iran (bandiera) | PG    | Hesam Rezaei         | 2005 |      |      |  |
| 6  | Iran (bandiera) | PG    | Farid Aslani         | 1988 | 183  | 77   |  |
| 7  | Iran (bandiera) | AG    | Mohammad Hassanzadeh | 1990 | 203  | 101  |  |
| 8  | Iran (bandiera) | PG    | Amir Seddighi        | 2005 |      |      |  |
| 9  | Iran (bandiera) | AP    | Ashkan Khalilnejad   | 1991 | 191  | 86   |  |
| 10 | Iran (bandiera) | G     | Arash Moradi         | 1990 |      |      |  |
| 11 | Iran (bandiera) | G     | Amir Taherkhani      | 2002 |      |      |  |
| 13 | Iran (bandiera) | AP    | Navid Khajezadeh     | 1996 | 196  | 89   |  |
| 15 | Iran (bandiera) | C     | Hamed Haddadi        | 1985 | 218  | 115  |  |
| 18 | Iran (bandiera) | AG    | Pooya Feysali        | 2005 |      |      |  |
| 20 | Iran (bandiera) | G     | Ali Echresh          | 2004 |      |      |  |
| 21 | Iran (bandiera) | C     | Mohammad Torabi      | 1992 | 211  | 110  |  |
| 22 | Iran (bandiera) | AP    | Nader Zobeidian      | 2004 |      |      |  |
| 23 | Iran (bandiera) | AG    | Saleh Foroutannik    | 1994 | 207  | 102  |  |

### Staff tecnico
| Ruolo           | Nome                |
| --------------- | ------------------- |
| Capo Allenatore | Hemad Sameri        |
| Assistente      | Khish Kar Behbahani |